# Сандвікен (комуна)
Комуна Сандвікен (швед. Sandvikens kommun) — адміністративно-територіальна одиниця місцевого самоврядування, що розташована в лені Євлеборг.
Сандвікен 86-а за величиною території комуна Швеції. Адміністративний центр комуни — місто Сандвікен.

## Населення
Населення становить 37 054 чоловік (станом на вересень 2012 року).
| Кількість населення комуни Сандвікен за 1970-2010 роки | Кількість населення комуни Сандвікен за 1970-2010 роки | Кількість населення комуни Сандвікен за 1970-2010 роки | Кількість населення комуни Сандвікен за 1970-2010 роки | Кількість населення комуни Сандвікен за 1970-2010 роки |
| ------------------------------------------------------ | ------------------------------------------------------ | ------------------------------------------------------ | ------------------------------------------------------ | ------------------------------------------------------ |
| Рік                                                    |                                                        |                                                        | Населення                                              |                                                        |
| 1970                                                   | 1970                                                   |                                                        | 43 667                                                 | 43 667                                                 |
| 1975                                                   | 1975                                                   |                                                        | 43 143                                                 | 43 143                                                 |
| 1980                                                   | 1980                                                   |                                                        | 42 866                                                 | 42 866                                                 |
| 1985                                                   | 1985                                                   |                                                        | 40 423                                                 | 40 423                                                 |
| 1990                                                   | 1990                                                   |                                                        | 39 906                                                 | 39 906                                                 |
| 1995                                                   | 1995                                                   |                                                        | 38 995                                                 | 38 995                                                 |
| 2000                                                   | 2000                                                   |                                                        | 37 064                                                 | 37 064                                                 |
| 2005                                                   | 2005                                                   |                                                        | 36 690                                                 | 36 690                                                 |
| 2010                                                   | 2010                                                   |                                                        | 36 916                                                 | 36 916                                                 |
| Джерело: SCB                                           |                                                        |                                                        |                                                        |                                                        |

## Населені пункти
Комуні підпорядковано 11 міських поселень (tätort) та низка сільських, більші з яких:
- Сандвікен (Sandviken)
- Стурвік (Storvik)
- Єрбу (Järbo)
- Кунгсгорден (Kungsgården)
- Орсунда (Årsunda)
- Осгаммар (Åshammar)

## Галерея

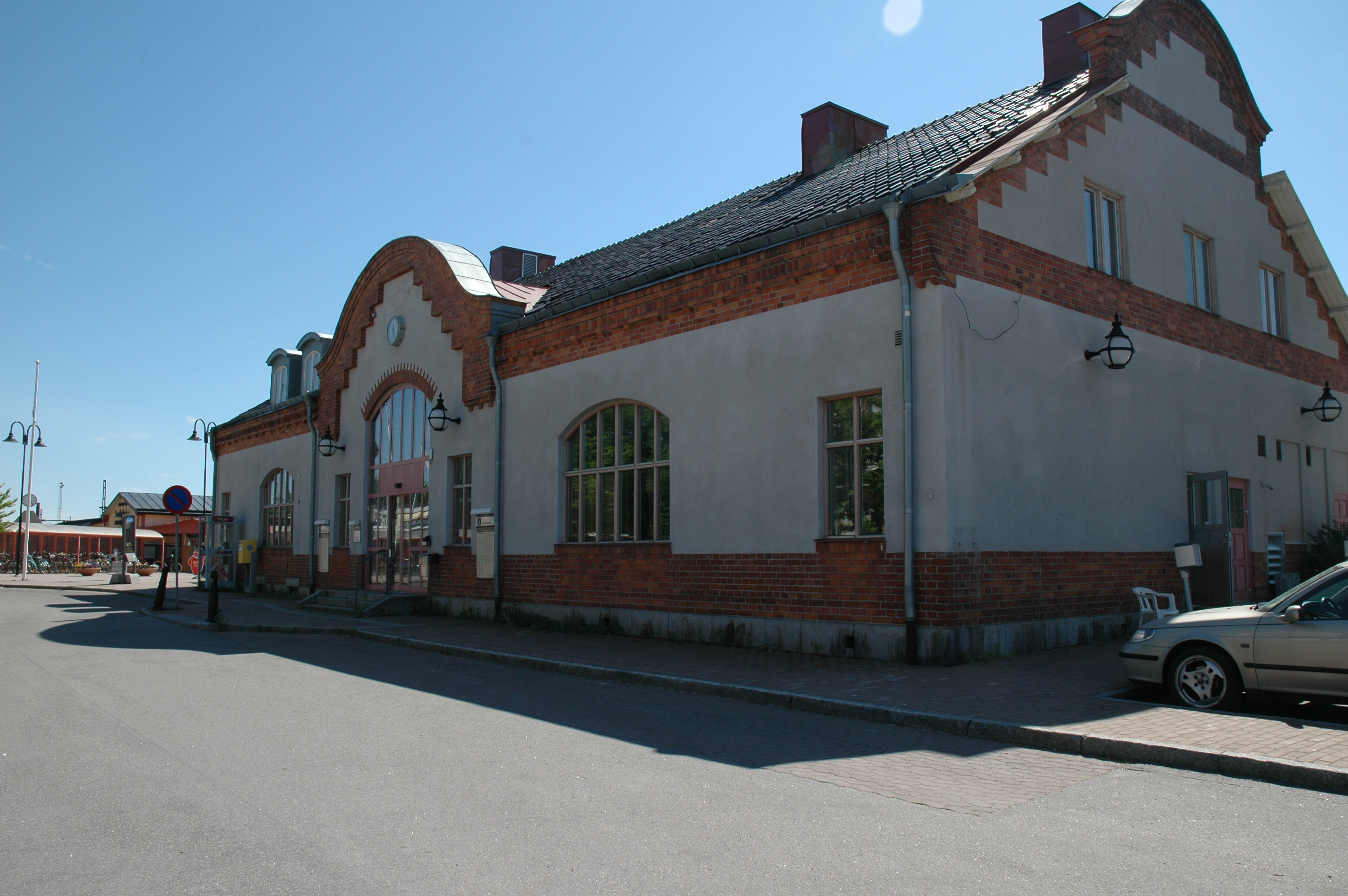
Залізничний вокзал (Сандвікен)
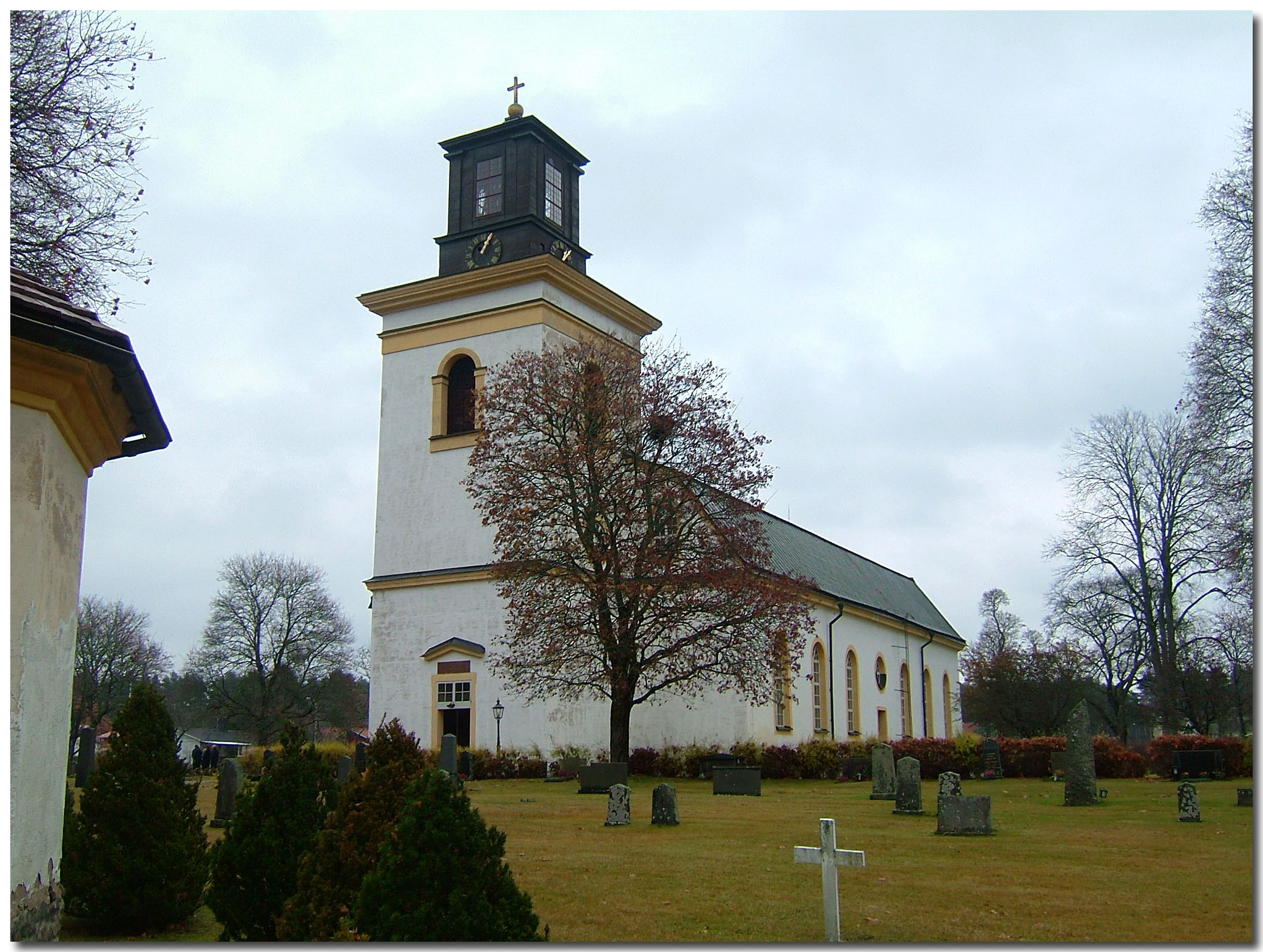
Церква (Естерфернебу)
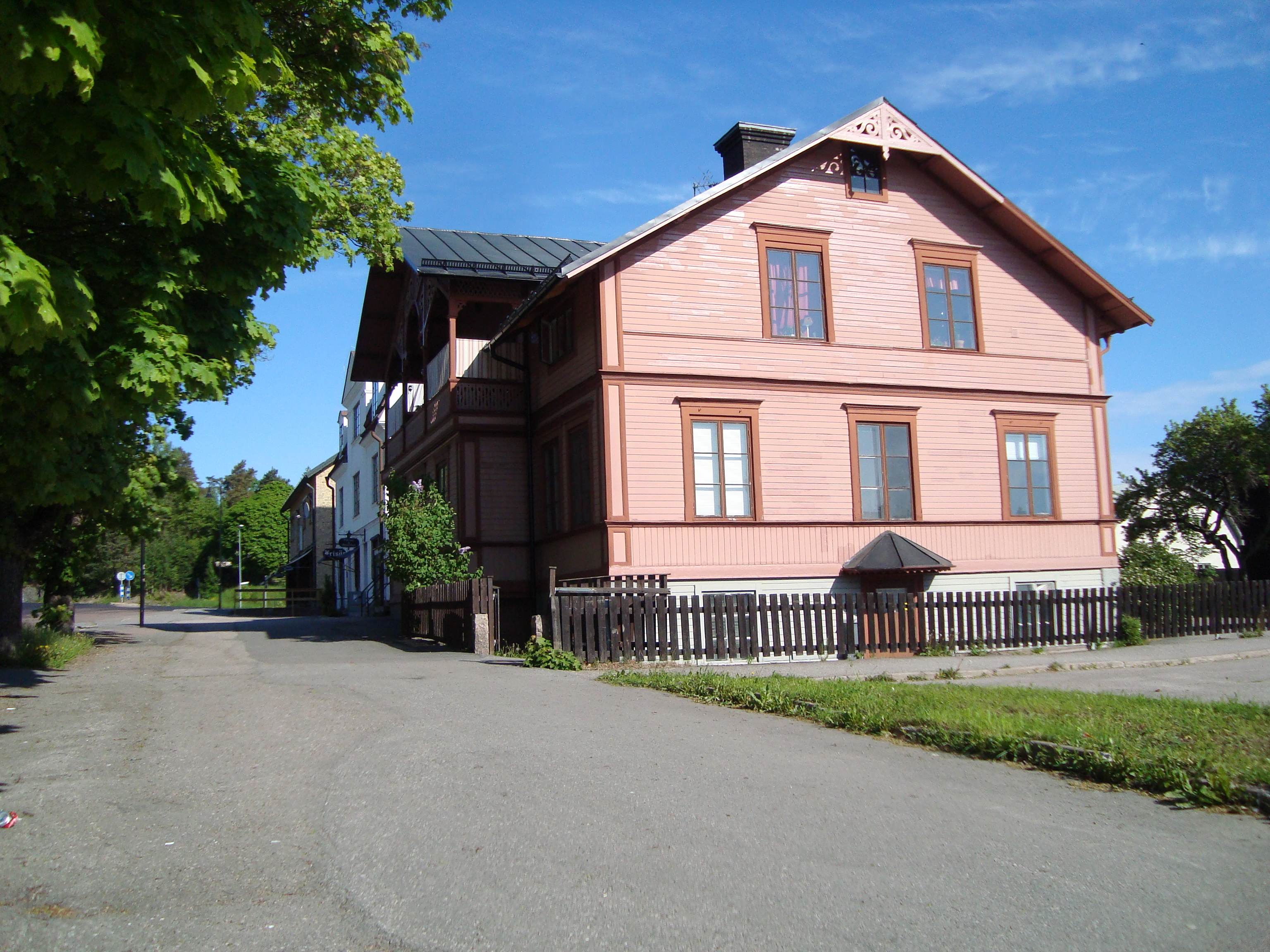
Містечко Стурвік
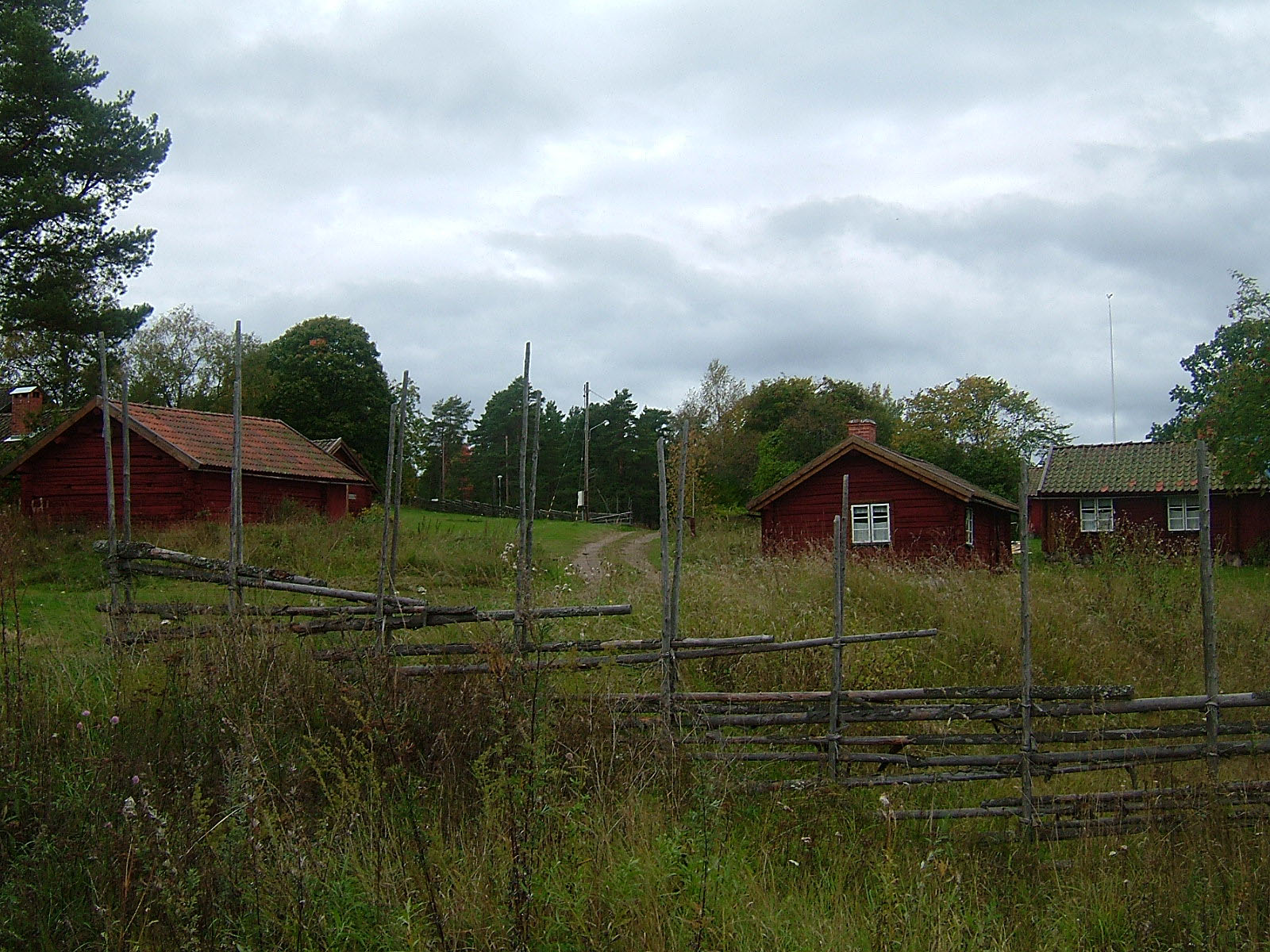
Село Коверста